# Claudia Kaufmann
Claudia Kaufmann (* 20. Jahrhundert in Salzburg, Österreich) ist eine deutsche Roman- und Drehbuchautorin.

## Leben
Claudia Kaufmann wuchs in München auf. In den 1990er Jahren wurde sie als Roman-Autorin für den Knaur Verlag aktiv. In den 2000er Jahren wurde sie als Drehbuchautorin für eine Reihe von Fernsehfilmen tätig.

## Werke (Auswahl)

### Drehbücher
- 2006: Plötzlich Opa
- 2008–2009: Lilly Schönauer (Fernsehfilmreihe, 2 Folgen)
- 2009: Gletscherblut
- 2010: Die Tochter des Mörders
- 2013: Stärke 6
- 2013: Tödliche Versuchung
- 2013: Unheil in den Bergen
- 2013: Die Gruberin
- 2014–2015: Der Bergdoktor (Fernsehreihe, 3 Folgen)
- 2018: Rufmord
- 2019: Irgendwas bleibt immer

### Romane
- 1998: Männer al Dente (mit Claudia Szczesny-Friedmann)
- 1999: Dein Leben für meines
- 2000: Albertas Geheimnis
- 2021: Das Fräulein mit dem karierten Koffer